# Capellianus
Capellianus (of Capelianus) was stadhouder (gouverneur) van de Romeinse provincie Numidië. 

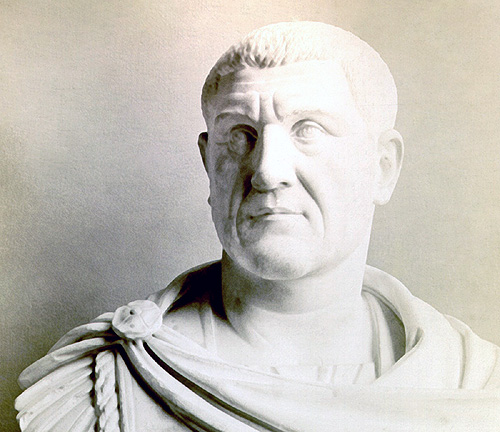
Keizer Maximinus I Thrax

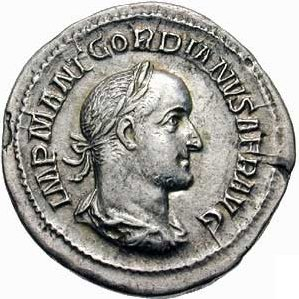
Portret van Gordianus II op een denarius

Men weet weinig af van de familiale afkomst van Capellianus. Men vermoedt dat hij afstamde uit een familie van senatoren uit het Numidische Cirta. Hij doorliep de loopbaan van ereambten (cursus honorum) en werd praetor. Hij werd benoemd door de  onontwikkelde Thracische soldatenkeizer Maximinus tot Legatus Augusti pro praetore en werd ook aanvoerder van het Derde Legioen van Augustus (Legio III Augusta).
Toen in het begin van het jaar 238 rebellerende grootgrondbezitters Gordianus, de proconsul van de provincie Africa proconsularis, aanstelden als keizer, bleef Capellianus trouw aan keizer Maximinus. Capellianus was in het verleden heftig in botsing gekomen met Gordianus en daardoor waren ze vijanden geworden. Gordianus stuurde een afgevaardigde naar Capellianus met het bevel tot de gouverneur om de provincie te verlaten. Capellianus vertrok, zonder dit bevel af te wachten, met zijn machtig legioen van veteranen en getrainde barbaren om de opstand in de naburige provincie neer te slaan. Aan het hoofd van zijn Numidische troepen versloeg hij op 12 april 238 na Chr. het ongetrainde leger aangevoerd door Gordianus II, de zoon van de tegenkeizer  Gordianus I in de buurt van Carthago. Gordianus II sneuvelde in deze veldslag, zijn vader Gordianus I had voordien al zelfmoord gepleegd door verhanging. Toen Capellianus Carthago binnentrok, liet hij alle prominenten vermoorden, plunderde de tempels en nam alle openbare en privé-fondsen in beslag. Ook de omliggende steden, die het embleem van Maximinuis hadden vernield, moesten eraan geloven. Alle vooraanstaanden werden vermoord en de rest werd verbannen. Ook liet hij zijn soldaten de dorpen plunderen en de boerderijen verbranden.
Nochtans had de Romeinse Senaat deze opstand legitiem verklaard en Maximinus tot staatsvijand uitgeroepen. Als opvolgers van Gordianus werden de senatoren Balbinus en Pupienus aangesteld. Hierop trok Maximinus met zijn legioen naar Rome maar werd gedood bij de belegering van Aquileia. Ne een regering van enkele maanden werden Balbinus en Pupienus vermoord door de Pretoriaanse Wacht. Hierop werd Gordianus III, een stiefzoon van Gordianus II,  aangesteld als keizer.
De verdere levensloop van Capellianus is hierna niet bekend. Het Legio III Augusta werd in 239 afgeschaft door de nieuwe keizer. Hierdoor verhoogde in de volgende jaren de kwetsbaarheid van de Noord-Afrikaanse provincies door aanvallen van nomadische stammen.